# 浄蓮寺 (名古屋市東区)
浄蓮寺（じょうれんじ）は、愛知県名古屋市東区にある日蓮宗の寺院。山号は超立山（ちょうりゅうざん）。本尊は木造法華経題目宝塔。

## 概要
天正18年（1590年）に慈眼院日超により清須において建立され、当初は妙源寺と号した。当初は京都本圀寺の末寺であったが、のちに妙覚寺の末寺となった。。慶長の清洲越しにより、現在地に移転。承応3年（1654年）9月、住僧の学樹院日順が磔刑となったことに起因して現在の寺号に改めた。延宝年間（1673年 - 1681年）には貞松院より、七面天女が下賜される。5世・学林院日堯は延宝8年にそれを安置するため七面堂を整備、庫裏も再建した。のちに12世・青龍院日見によって本堂などが再建された。
当地は名古屋城下町の東寺町に位置することから周囲にも寺院が多く所在しており、その多くが戦火に遭った中、軍需工場の工員の寮として使われていたことから、寮生による消火活動が実を結び、ほぼ当時の雰囲気を残すという。